# Trigeminusneuralgi
Trigeminusneuralgi er en smertefuld sygdom, der giver sig udslag i kraftige jagende eller stikkende smerter i ansigtet eller i bihulerne, øjenhulerne, mundhulen eller i tænderne. Smerterne er knyttet til ansigtets store følenerve, trigeminus, og kan vare fra få sekunder til to minutters varighed. Smerterne kan opstå spontant, men kan også udløses ved berøring eller anden påvirkning af området ved den berørte nervegren. Smerterne kan opstå flere gange om dagen.
Det anslås, at der i Danmark er mellem 1.500 og 15.000 personer, der lider af trigeminusneuralgi. Der diagnosticeres årligt mellem 200-250 personer med lidelsen i Danmark. Lidelsen debuterer oftest efter 50-årsalderen og forekommer dobbelt så hyppigt hos kvinder som hos mænd.
Årsagen til lidelsens opståen er i de fleste tilfælde ukendt, men kan skyldes et lokalt tryk på nerven. Det er sandsynligt, at lidelsen kan skyldes påvirkning af nervens myelinskede, der omkranser nerven.
Da årsagen til lidelsen ofte er ukendt, er kurering ofte ikke mulig. Skyldes lidelsen at tryk på nerven (eksempelvis grundet en svulst), kan et kirurgisk indgreb nogle gange afhjælpe lidelsen. Almindelige smertestillende præparater har ingen effekt. Smertelindring og forebydggende behanding kan foretages med antiepileptika (oxcarbazepin eller carbamazepin).
Lidelsens forløb varierer og veksler over årene med tendens til mere sjældne og mindre smertefulde udbrud og kan for enkelte patienter eventuelt helt forsvinde.